# Coelichneumon graecus
Coelichneumon graecus är en stekelart som beskrevs av Horstmann 2002. Coelichneumon graecus ingår i släktet Coelichneumon och familjen brokparasitsteklar. Inga underarter finns listade i Catalogue of Life.